# Rhacodactylus leachianus
Il geco gigante della Nuova Caledonia (Rhacodactylus leachianus (Cuvier, 1829)) è un geco della famiglia Diplodactylidae, endemico della Nuova Caledonia.

## Tassonomia
In passato sono state distinte tre sottospecie di geco gigante: Rhacodactylus leachianus leachianus (Cuvier, 1829) Rhacodactylus leachianus aubrianus (Bocage, 1873) Rhacodactylus leachianus henkeli (Seipp & Obst, 1994). Tuttavia, i dati genetici raccolti non supportano questa suddivisione, che quindi non è più ritenuta scientificamente valida.

## Descrizione
Il geco gigante della Nuova Caledonia è il geco più grande del mondo: arriva a 43,18 cm di lunghezza inclusa la coda, che può arrivare a 11,5 cm, e il suo peso si aggira tra i 212 e i 279 grammi. Presenta una grossa testa piatta con due occhi laterali; le orecchie sono due fessure orizzontali e strette collocate ai lati del muso, che è molto largo, con due piccole narici all'apice.
Come nel caso di altre specie di geco, gli arti del geco gigante terminano in un palmo ricoperto di setae, che gli consentono di arrampicarsi facilmente su quasi tutte le superfici. Ha fitte e piccole scaglie sulla testa che progressivamente diventano più grandi verso il centro del corpo per poi ritornare piccole e piatte sulla coda.
Essendo il geco gigante un animale notturno, presenta delle pupille strette e verticali che, aprendosi e chiudendosi, gli permettono di avere una migliore acquisizione della luce.

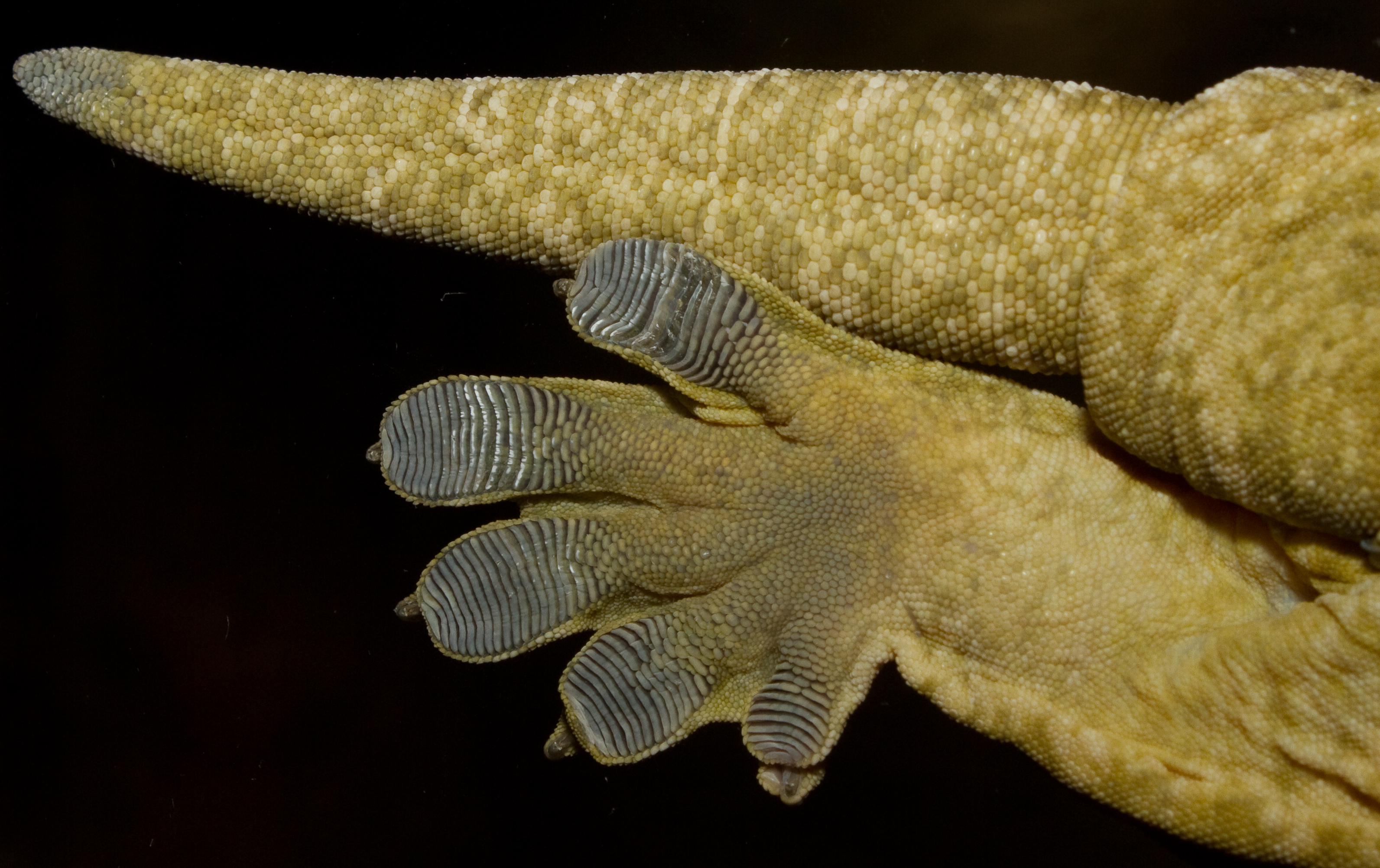
Un dettaglio delle setae del geco gigante

Il colore del geco gigante varia dal grigio al marrone scuro, con piccole macchie bianche che si presentano per tutto il corpo; questi colori permettono al rettile di mimetizzarsi nelle foreste in cui vive.

## Biologia
Il geco gigante è oviparo e depone le sue uova su un terreno umido e generalmente ricoperto di fogliame o muschio. Nel 2015 è stata studiata, da un gruppo di ricercatori di zoologia, una particolare abitudine degli esemplari di geco gigante dell'isola di Bayonnaise, che depongono le uova in zone sabbiose vicino alla costa: l'ambiente garantisce ai cuccioli una migliore sopravvivenza, grazie alle favorevoli condizioni per la caccia e la termoregolazione dei loro corpi.
Gli esemplari adulti di geco gigante studiati nell'isola di Bayonnaise sono molto più attivi rispetto alle altre specie di geco. Essi abitano nelle zone della foresta più inoltrata e sono stati osservati esemplari maschi vivere in territori di 630, 843 e 3,646 m², molto più ampi rispetto a quelli delle altre specie.

Il geco gigante può, come meccanismo di autodifesa, staccare la propria coda. Col tempo essa si rigenererà anche se risulterà differente da quella originale. In cattività non esistono problemi di questo tipo se non dovuti a scontri con altri gechi presenti nello stesso terrario.

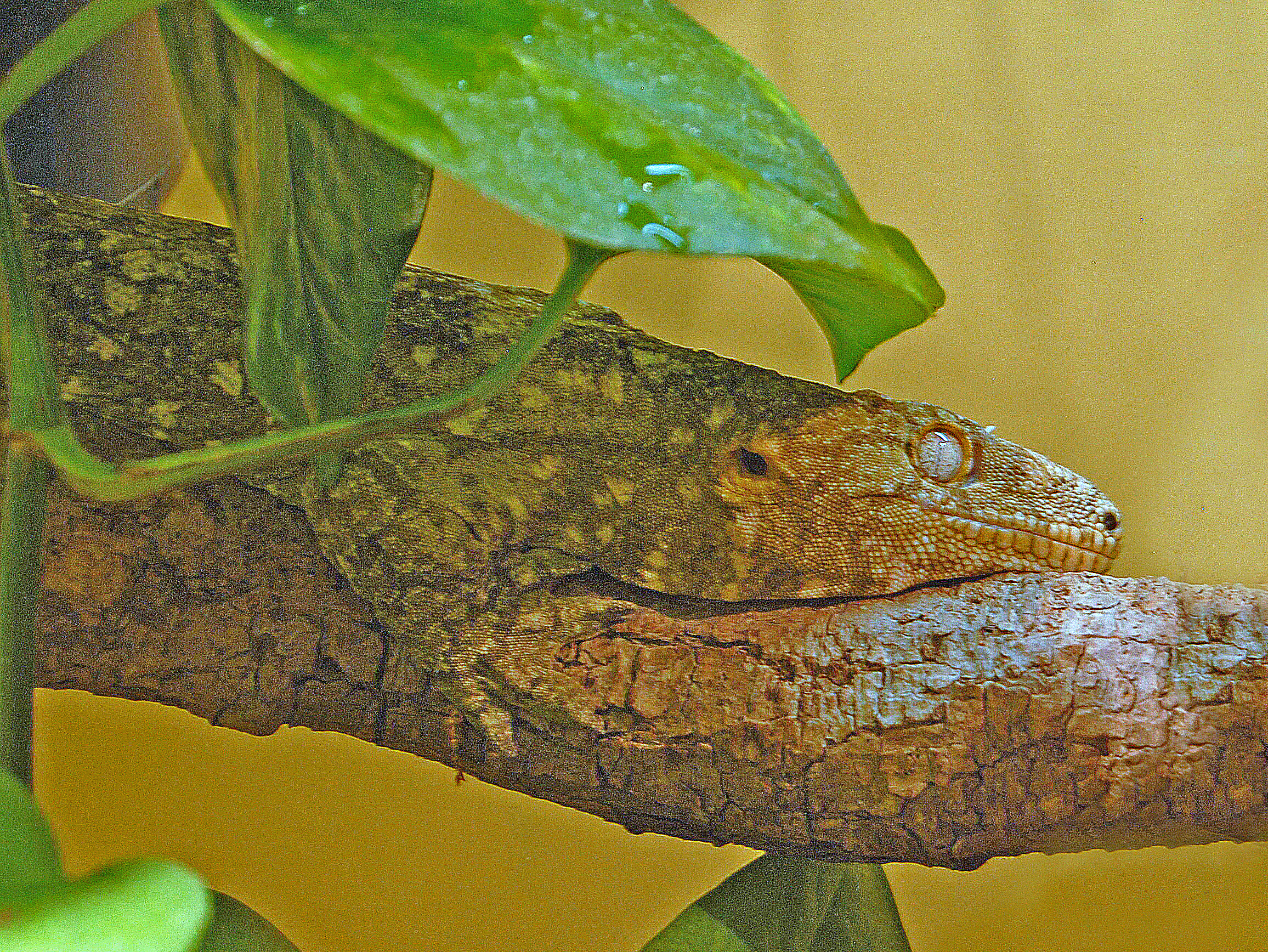
Una delle varietà di geco gigante color sabbia con piccole macchie biancastre sul corpo.

### Alimentazione
Il geco gigante è onnivoro e basa la sua alimentazione sul consumo di piccoli insetti e frutta, come gli altri gechi. In uno studio di alcuni gechi giganti nell'Isola dei Pini è stato osservato un particolare interessante: essi si cibano molto spesso di fichi, perciò si ritiene che possano avere un ruolo chiave nella dispersione dei semi della pianta di fico.

### Habitat
Il geco gigante predilige habitat umidi e ricchi di vegetazione fitta dove si può nascondere facilmente.
Esso si nasconde durante il giorno in tronchi cavi o cunicoli mimetizzandosi con il terreno o il tronco di alberi, al riparo dalla esposizione prolungata della luce diretta del sole, essendo una specie ectotermica. L'ectotermia, ovvero la capacità di regolare la temperatura corporea tramite l'ambiente esterno, permette ai gechi di sopportare periodi di scarsità di cibo, perché a temperature ottimali il loro metabolismo è più efficiente e non usa risorse per la termoregolazione. In particolare gli esemplari di geco gigante studiati nell'Isola di Bayonnaise, mantengono una temperatura media di 24,1 °C per i maschi e 23,4 °C per le femmine. Molti fattori influenzano questa termoregolazione: non solo le correnti d'aria o il sole, ma anche il comportamento del geco, il cibo disponibile e i possibili siti di basking (ovvero zone in cui il rettile assorbe calore).

### Comportamento in natura
Il geco gigante è un animale arboricolo e caccia di notte. Si sono registrati periodi di attività di 11 ore (dal crepuscolo fino all'alba) in cui il geco gigante cerca piccoli insetti e frutti sugli alberi. Curiosamente, gli esemplari maschi marcano il proprio territorio emettendo dei suoni. 

## Distribuzione
Il geco gigante è endemico dell'arcipelago della Nuova Caledonia, dove è diffuso soprattutto nell'isola di Grande Terre, nell'Isola dei Pini e nelle zone più umide della regione. Sono stati trovati esemplari che vivono in zone fino a 1100m dal livello del mare. 
Nell'Isola dei Pini è stata erroneamente descritta una nuova sottospecie, il Rhacodactylus leachianus henkeli. I gechi giganti di questa zona presentano in effetti caratteristiche leggermente differenti rispetto alle altre popolazioni per quanto riguarda gli schemi di colori più ricorrenti e i comportamenti. Il geco gigante dell'Isola dei Pini è più corto degli altri, in quanto la sua lunghezza varia da 23 a 30 cm (coda inclusa), ed è più leggero, pesando da 115 a 250 grammi; inoltre il suo colore è più vivido e particolare (può presentare macchie rosa, arancioni o lavanda).
Si presume che questa distinzione sia nata poco più di ventimila anni fa, quando il livello del mare separò l'Isola dei Pini dalle altre isole nell'arcipelago: è quindi passato troppo poco tempo, in termini biologici, per consentire la nascita di una vera e propria sottospecie.

## Conservazione
Nonostante non rientri in categorie a rischio (secondo la IUCN  rientra nella categoria LC o rischio minimo) e non vi siano azioni di conservazione nei suoi confronti, il geco gigante è comunque minacciato da vari fattori:  
- Il degrado del suo habitat causato dall'uomo: la deforestazione, oppure la creazione di infrastrutture e strade per trasporti di merci e non.
- L'introduzione di specie mammifere non native come maiali, cervi, roditori che cacciando minacciano le popolazioni autoctone.
- L'impatto di una particolare specie di formiche, la Wasmannia auropunctata, conosciuta col nome di formica elettrica, una specie aggressiva che compromette la caccia notturna di questo rettile.
- L'elettrocuzione sulle linee elettriche nelle zone abitate dall'uomo.[1][9]

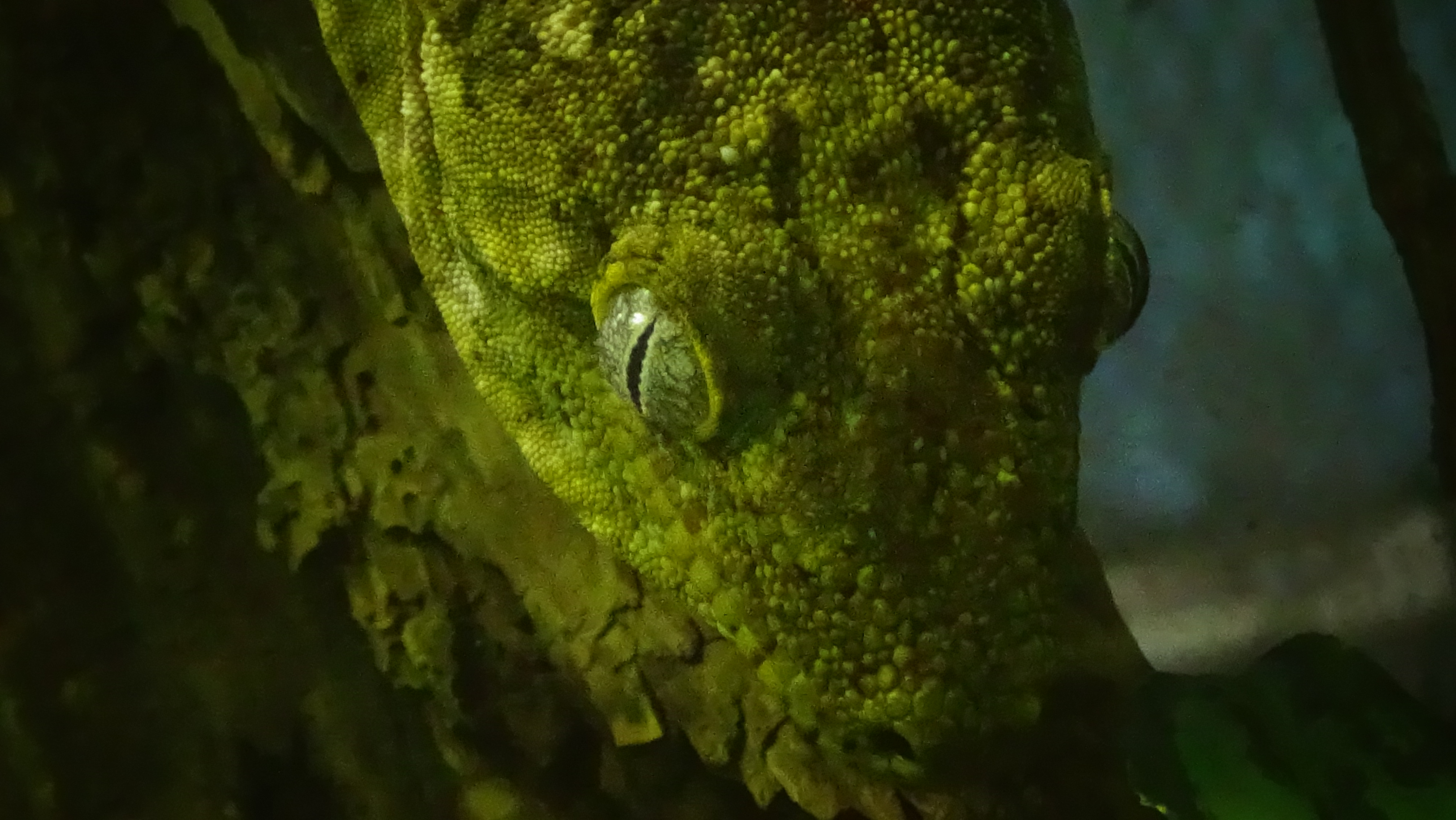
Esemplare di geco gigante; la colorazione gli permette di mimetizzarsi nelle foreste.

Sono stati riportati anche casi di traffico illegale di questi animali, facilmente catturati in zone dell'arcipelago poco controllate e con una vegetazione non troppo fitta.
La specie è protetta sia nella Provincia Nord sotto il Code de l'environnement de la Province Nord (Delibera No. 306-2008/APN, 24 ottobre 2008) che nella Provincia Sud sotto il Code de l'environnement de la Province Sud (Delibera No. 25-2009/APS, 20 marzo 2009) della Nuova Caledonia, due leggi che tutelano tutte le specie endemiche. A causa di ciò non si possono più esportare gechi giganti dalla Nuova Caledonia.

## Allevamento

### In cattività
In passato, il geco gigante è stato raramente tenuto in cattività a causa delle difficoltà riscontrate nel suo allevamento, ma l'esperienza ha facilitato le pratiche. Questo geco ha bisogno di un tempo maggiore, rispetto agli altri gechi, per poter maturare sessualmente e potersi riprodurre. Altra difficoltà riscontrata è la quantità di uova deposte: le deposizioni annuali variano da una a cinque e in ognuna di esse vengono deposte in media due sole uova.
Il geco gigante è una specie longeva e, se tenuto nelle corrette condizioni, può vivere fino a 20 anni in cattività. Essendo un rettile ha bisogno di un terrario delle giuste dimensioni, che devono partire da 45cmx45cm e 60cm di altezza. È inoltre consigliabile fornire ai gechi più spazio senza però esagerare (in natura questi esemplari si nascondono e cercano rifugi stretti più facili da controllare). Il terrario dovrebbe avere uno sfondo in schiuma non tossica (è molto importante ricreare il più possibile l'ambiente naturale del geco, per il mantenimento in buona salute dell'animale), piante artificiali o vive, bambù, rami secchi, cortecce e un buon substrato umido in cui il geco può depositare le uova.
Nel terrario la temperatura deve rimanere tra i 21 e i 26 gradi Celsius di giorno e a circa 21 gradi di notte. Essendo notturni, i gechi non hanno bisogno di luce, anche se è possibile utilizzare luce UVB per simulare il giorno. Se si opta per questa soluzione bisogna spegnere la luce di notte.
Il cibo dato ai gechi in cattività dipende dalla loro età. I piccoli hanno bisogno di grilli ricoperti di calcio D3 e vitamine, e devono essere sfamati da 3 a 4 volte a settimana. Gli adulti possono sempre mangiare i grilli trattati allo stesso modo, oppure un mix di proteine al sapore di frutta, che mescolate con acqua creano un composto da non tenere per più di 36 ore. Gli esemplari adulti vanno nutriti da 2 a 3 volte a settimana. È importante fornire sempre l'accesso ad una fonte di acqua fresca.
La convivenza con altri esemplari è possibile se si vuole farli procreare, altrimenti è meglio tenere i gechi separati ognuno nel proprio terrario.

### Comportamento in cattività
Il comportamento dei gechi varia da un esemplare ad un altro. Anche quando sono acclimatati nell'habitat fornito loro, devono essere maneggiati con cura, poiché tendono a mordere con le loro forti mandibole se minacciati. I più piccoli tendono ad essere più curiosi e intraprendenti quindi vanno maneggiati con ancora più cautela e attenzione.